# 迪爾里弗鎮區 (明尼蘇達州艾塔斯卡縣)
迪爾里弗鎮區（英語：Deer River Township）是位於美國明尼蘇達州艾塔斯卡縣的一個行政鎮區。

## 地方資料
迪爾里弗鎮區的面積為91.34平方千米，當中陸地面積為85.83平方千米，而水域面積為5.51平方千米。根據2020年美國人口普查的數據，當地共有人口644人，而人口密度為每平方千米7.05人。